# 三樟镇
三樟镇，原为三樟乡，是中华人民共和国湖南省衡陽市衡东县下辖的一个乡镇级行政单位。2015年11月18日，大桥镇、三樟乡成建制合并设立三樟镇。

## 行政区划
三樟镇下辖以下地区：
合山村、长江村、长塘村、柴山村、集富村、金湖村、金山村、金星村、李子园村、前进村、温家冲村、新湖村、油麻村、新塘村、进化村和富家村。